# 当归
当归，属繖形科的一种植物，別名：白蘄、乾歸、補血草、馬尾歸。一般作为药用。產季：秋末。
其种加词“sinensis”意为“中华的”。

## 形态
多年生草本植物，高0.4～1米。茎直立，有纵直槽纹，无毛。二或三回三出式羽状复叶，小叶卵形，浅裂或有缺刻。开白色花，复伞状花序，顶生。矩圆形双悬果，侧棱有宽翅，边缘为淡紫色。花期6～7月，果期7～8月。

## 分布
在中国分布于甘肃、云南、四川、青海、陕西、湖南、湖北、贵州等地，各地均有栽培，以甘肅岷縣出產的最佳，又称为“岷归”。当归的根可入药，是最常用的中药之一。

## 异名
当归一名首见于《本经》，又名薜、山蕲、白蕲（《尔雅》），文无（崔豹《古今注》）。

## 药用
當歸（A. sinensis）的種類有：岷縣當歸、川當歸、云南当归（云归）等，而此外，还有大和當歸（A. acutiloba）、北海當歸（A. acutiloba在北海道的栽培品种）、朝鲜当归（A. gigas）、台灣當歸（A.taiwaniana）等也做为当归使用。在1963年第一版《中国药典》中，当归（Angelica sinensis）的干燥根被认为是中药当归的正品药材，而如朝鲜当归（A. gigas）或是日本当归（A. acutiloba）等地区习用、代用品则被认为是混、伪品，2020版《中国药典》同。
当归的根可入药。一般需培育3年才可采收。药材为干燥的根，可分为3部：根头称“归头”，主根为“归身”，支根及根梢为“归尾”。岷县当归、东当归、粉绿当归和欧当归在部分地区也作当归入药。

### 成分
根部含挥發油，挥發油的主要成分有亚丁基苯酞、邻羧基苯正戊酮、二氢酞酐以及维生素B12、蔗糖、维生素A、棕榈酸、硬脂酸、肉豆蔻酸、不饱和油酸、亚油酸、β-谷甾醇等。

### 炮制方法
当归的炮制方法是除去杂质，洗净，润透，切薄片，晒干或低温干燥。
當歸酒的炮制方法是取净当归片，照酒炙法炒干。为类圆形或不规则薄片，切面有浅棕色环纹，质柔韧，深黄色，略有焦斑。味甘、微苦，香气浓厚，有酒香气。

### 性味归经
甘、辛，温。归肝、心、脾经。

### 功能与主治
补血活血，调经止痛，润肠通便。
用于血虚萎黄、眩晕心悸、月经不调、经闭痛经、虚寒腹痛、肠燥便秘、风湿痹痛、跌扑损伤、痈疽疮疡。酒当归活血通经，用于经闭痛经、风湿痹痛、跌扑损伤。
应用于方剂四物汤、补中益气汤、当归芍药散、当归苦参丸、当归补血汤、当归六黄汤等。
可作為溫和的鎮靜劑、緩瀉劑、利尿劑、抗痙攣劑和減輕疼痛、改善血液、強化生殖系統，幫助身體利用賀爾蒙。用來治療婦女疾病，如：熱潮紅和其他更年期的症狀、經前症候群及陰道乾燥。
調經止痛：當歸可補血和血、調經止痛、潤燥滑腸。
心血管保健：現代藥理研究指出，當歸可抗肝昏迷、解痙、增強身體免疫功能，具有擴張冠狀動脈、增加血流量、營養心肌、擴張周邊血管、降低動脈血壓的綜合效果。
促進血液循環：當歸中含有維生素B12，可強化血管，促進荷爾蒙產生；葉酸可協助DNA與蛋白質合成；鐵質為血紅素與肌紅素的重要成分，可預防貧血。以上3種成分皆可增進紅血球生成、強化血液循環。

### 毒副作用
《神农本草经》等中医学典籍把当归列为无毒的上品药。当归含有雌激素活性成分，体外实验表明，当归能显著地刺激乳腺癌细胞的增殖，因此乳腺癌患者应避免用当归“进补”。有报道称存在当归使男子乳房肥大，以及会使哺乳期妇女服用当归后母子均出现高血压的案例。当归能与抗凝血剂发生反应，增加出血的风险。
以現代藥理來說，當歸的補血作用主要源自於當歸多糖，而活血則是受益於當歸含有揮發油和阿魏酸，簡單來說，中醫所謂活血化瘀，其實與抑制血小板聚集有密切關係。因為當歸具有抑制血小板的功用，因此無論你是使用中藥行的乾燥當歸，或自己購買新鮮當歸禁忌都要小心，當歸可能與西藥衝突，若本身有心血管疾病，日常使用抗凝血藥物如阿斯匹靈（Aspirin）、可邁丁（Warfarin）或肝素（Heparin）等等，萬一與當歸混用，可能會增加出血風險，所以若本身有服用藥物，或對藥物過敏，要使用任何中藥或西藥前，都請先諮詢醫師。

## 历史典故
- 太史当归：曹操曾修书一封给太史慈，内中并无一字，只有一味中药，名为“当归”，告诉太史慈應當歸來。动之以情，曹操求贤之心溢然于上。

## 由來傳說
話說「當歸」的由來，民間有很多則傳說，其中有則很感人的故事，相傳在很久以前，有對十分恩愛的夫妻，過著快樂幸福的日子，但妻子不幸罹患重病，多年來各處求醫均無效，丈夫發誓要治好妻子的病，便親自到人跡罕至的深山裏採藥，臨行對妻子說，若經過三年未返，一定是死於他鄉，你便可以改嫁他人。時光飛逝，三年匆匆流過，丈夫果然未回家，妻子因生活所迫，只得改嫁他人。但世事難料，改嫁不久，前夫竟採得藥草歸來，妻子深覺愧對前夫，便服下前夫送來的草藥，意欲自盡謝罪，結果反而把病治好。後來，人們就把該草藥，取名為「當歸」。李時珍在《本草綱目》中，寫道：「當歸本非芹類，特以花葉似芹故得芹名，古人娶妻為嗣續也，當歸調血為女人要藥，有思夫之意，故有當歸之名」。

## 延伸阅读
[在维基数据编辑]
 《欽定古今圖書集成·博物彙編·草木典·當歸部》，出自陈梦雷《古今圖書集成》
 《植物名實圖考·當歸》，出自吳其濬《植物名實圖考》

## 外部連結
- 當歸 Danggui （页面存档备份，存于） 藥用植物圖像數據庫 (香港浸會大學中醫藥學院) （中文）（英文）
- 當歸 中藥材圖像數據庫  (香港浸會大學中醫藥學院) （中文）（英文）
- 當歸 （页面存档备份，存于） 中藥方劑圖像數據庫 (香港浸會大學中醫藥學院) （中文）（英文）
- 當歸 Dang Gui （页面存档备份，存于） 中藥標本數據庫 (香港浸會大學中醫藥學院) （繁體中文）（英文）
- 全歸 Quan Gui （页面存档备份，存于） 中藥標本數據庫 (香港浸會大學中醫藥學院) （繁體中文）（英文）
- 槁本內酯 Z-ligustilide （页面存档备份，存于） 中草藥化學圖像數據庫 (香港浸會大學中醫藥學院) （中文）（英文）
- 張珣：〈文化建構性別、身體與食物：以當歸為例 （页面存档备份，存于）〉